# Fingertips '93
Fingertips '93 è una canzone pop-rock scritta da Per Gessle per il duo Roxette ed è stata pubblicata nel 1993 come terzo ed ultimo singolo estratto dall'album "Tourism" (1992), subito dopo "Queen of Rain" (1992).
Differente rispetto al brano presente nell'album "Tourism", Fingertips'93 è stata registrata con un diverso arrangiamento, non più con le sole chitarre acustiche, nella versione di "Fingertips", ma con un'impronta forte di batteria, basso, tastiere e chitarra elettrica e semiacustica, ed uno stile che più si avvicina al sound dell'album successivo, "Crash! Boom! Bang!", del 1994.
Il singolo Fingertips '93 è stato pubblicato solo in alcuni paesi come Europa ed Australia; invece, il brano Fingertips '93  è stato pubblicato come B-Side nel singolo "Almost Unreal" e riproposto nella raccolta "Rarities", del 1995.
Nel 2009 Fingertips'93 viene riproposto nella versione rimasterizzata ed estesa dell'album Tourism che viene pubblicato per iTunes anche insieme a Dressed For Success (Live) e Hotblooded (Live).
Il video di "Fingertips'93" è stato realizzato da Jonas Åkerlund, primo video diretto per il duo Roxette.

## Tracce
1. Fingertips '93 – 3:43
2. Dressed For Success (Live) – 4:49
3. Hotblooded (Live) – 3:55
4. The Voice – 4:27